# Sh2-260
Sh2-260 è una nebulosa a emissione visibile nella costellazione di Orione.
Si trova nella parte settentrionale della costellazione, al confine con il Toro; è individuabile circa 1° ad est della stella π4 Orionis, facente parte dell'asterismo dello Scudo di Orione. La sua declinazione non è particolarmente settentrionale e ciò fa sì che essa possa essere osservata agevolmente da entrambi gli emisferi celesti, sebbene gli osservatori dell'emisfero boreale siano leggermente più avvantaggiati; il periodo in cui raggiunge la più alta elevazione sull'orizzonte è compreso fra i mesi di ottobre e febbraio.
Si tratta di una nebulosa di aspetto filamentoso ed estremamente debole, tanto che occorrono strumenti sensibili alla lunghezza d'onda dell'infrarosso per poterla riprendere; mostra un colore marcatamente rosso ed è situata in direzione della parte meridionale della Nube del Toro di cui potrebbe far parte. Se la nebulosa è fisicamente connessa alla Nube del Toro, la sua distanza è di circa 140 parsec (456 anni luce). Alla distanza di 150 parsec si trova anche la vicina HD 31411, una stella bianca di sequenza principale di classe spettrale A0V situata sul bordo sudorientale della nube.